# Évêché titulaire d'Abidda
Abidda est un siège titulaire de l'Église catholique romaine.
Il tient son nom d'un ancien diocèse basé dans la ville antique d'Abidda, situé en Byzacène.
| Évêques titulaires d'Abidda |                            |                                                               |                 |                |
| Ordre                       | Nom                        | Administration                                                | de              | à              |
|                             | Guillaume Zerbi            | Congrégation rhénane des chanoines réguliers du Saint-Sauveur | 1817            | 27 juin 1825   |
| 1                           | Wilhelm Josef Duschak SVD  | Vicaire apostolique de Calapan (es) ( Philippines )           | 12 juillet 1951 | 5 mai 1997     |
| 2                           | Peter Louis Cakü (de)      | Évêque auxiliaire à Kengtung ( Myanmar )                      | 20 mai 1997     | 2 octobre 2001 |
| 3                           | Mario Aurelio Poli         | Évêque auxiliaire à Buenos Aires ( Argentine )                | 8 février 2002  | 24 juin 2008   |
| 4e                          | Carlos Suárez Cázares (de) | Évêque auxiliaire à Morelia ( Mexique )                       | 4 novembre 2008 |                |